# Huldreslottet
Huldreslottet är ett berg i Antarktis. Det ligger i Östantarktis. Norge gör anspråk på området. Toppen på Huldreslottet är 2 416 meter över havet.
Terrängen runt Huldreslottet är huvudsakligen platt, men den allra närmaste omgivningen är kuperad. Trakten är inte befolkad.